# Gunnar Lundblad
Carl Petter Gunnar Lundblad, född 3 augusti 1914 i Sollentuna församling, Stockholms län, död 18 oktober 2010 i Oscars församling, Stockholm, var en svensk biokemist. 
Lundblad, som var son till trädgårdsdirektör Carl Lundblad och Elisabeth Hallberg, blev filosofie kandidat vid Uppsala universitet 1943, filosofie licentiat vid Stockholms högskola 1947 samt filosofie doktor och docent i biokemi vid Stockholms högskola 1954. Han var föreståndare för kemiska avdelningen vid Statens Bakteriologiska Laboratorium 1955–1980 och professor där 1971–1980. Han författade skrifter i enzymkemi, plasmafraktionering och cellbiokemi.
Lundblad ingick 1961 äktenskap med konstnär Marianne Maunsbach. Han är gravsatt i minneslunden på Galärvarvskyrkogården i Stockholm.